# Culicoides spinosus
Culicoides spinosus is een muggensoort uit de familie van de knutten (Ceratopogonidae). De wetenschappelijke naam van de soort is voor het eerst geldig gepubliceerd in 1937 door Root and Hoffman.